# Sunnanhed
Sunnanhed är en bebyggelse vid sydöstra stranden av Oresjön i Ore socken i Rättviks kommun.Mellan 2015 och 2020 avgränsade SCB här en småort.